# 2011年太平洋颱風季
| 太平洋颱風季             |
| 主題頁 - 專題 - 編輯指南 |

2011年太平洋颱風季泛指在2011年全年內的任何時間，於赤道以北及國際換日線以西的太平洋水域，以及南中國海所產生的熱帶氣旋。雖然有關方面並沒有設下本颱風季的指定期限，但大部份於西北太平洋的熱帶氣旋通常都會於五月至十二月期間形成。
本條目的範圍僅侷限於赤道以北及國際換日線以西的太平洋及南海的水域。於赤道以北及國際換日線以東的太平洋水域產生的風暴則被稱為颶風，並被列入2011年太平洋颶風季。在西太平洋產生的熱帶風暴是由日本東京颱風中心命名，國際編號為11xx，而美國聯合颱風警報中心會把在該地區的熱帶低氣壓的編號以W字母作結。
凡進入或產生於菲律賓風暴責任範圍以內的熱帶低氣壓，菲律賓大氣地理天文部門（PAGASA）都會為它們訂立一個菲律賓名稱，作當地警報用途；此外，由於中港澳採用同一翻譯名，而台灣之翻譯名字可能有所不同，因此同一個風暴可能會有2個不同的中文名字，及有時候會有兩個不同的英文名稱（國際名字及菲律賓名字）。
以下各熱帶氣旋資訊以熱帶氣旋存在期間的最強形態為準。在本條目中，「熱帶氣旋」章節列出所有被命名的熱帶氣旋，「其他熱帶氣旋」章節則列出沒有被命名的熱帶氣旋（包括熱帶低氣壓，但不包括熱帶擾動）。本文中或許涉及聯合颱風警報中心對熱帶擾動發出的編號（9xW）及評級，自2011年6月1日起，以往的評級POOR、FAIR及GOOD會改為LOW、MEDIUM及HIGH，因此6月1日之前的熱帶擾動採用前者，之後則採用後者。

## 颱風季預測

### 香港
香港天文台台長李本瀅在2011年1月15日的一個電台節目表示：「拉尼娜現象會在第一季持續，可能令今年吹向香港的熱帶氣旋數目，增至6個以上，強度亦會增加，但詳細情况要等3月份，搜集進一步資料才能確定。」
天文台台長李本瀅表示，如拉尼娜現象影響持續，預計香港最快在5月受熱帶氣旋吹襲。李本瀅在電台節目中表示，襲港的熱帶氣旋強度可能增加，但他們暫未能預測熱帶氣旋的數目，要待完成收集數據，才能作出預測。他指出，熱帶氣旋接近香港時，路徑轉變可以很大，所以預測時有一定挑戰。因此有討論區根據數學推算認為，本年將懸掛自1999年來的首個十號颶風信號。
其後，天文台於2011年3月23日發佈全年展望時提及本年將有6-9個熱帶風旋進入香港500公里內，不過隨後更改至5-7個。

### 菲律賓
菲律賓當地氣象部門預計，在2011年的颱風季，將有21個較強的風暴進入其警告範圍，遠超上年度的十一個。一名當地天氣主任解釋是因為拉尼娜現象導致颱風數目增加。

## 已被國際命名的熱帶氣旋
本年度第一個風暴艾利於5月7日被命名，以下描述各風暴的簡介。

### 熱帶風暴艾利（Aere）
PAGASA:Bebeng
5月5日日本氣象廳升格一個低壓區為熱帶低氣壓，同時聯合颱風警報中心對其發出TCFA。
5月6日聯合颱風警報中心將其升格並編號為03W，其後菲律賓當地的氣象部門命名此風暴為Bebeng。同日，日本氣象廳開始發出Gale Warning；同時，聯合颱風警報中心將其升格為熱帶風暴。
5月7日下午3時獲日本氣象廳命名為艾利並升格為熱帶風暴，同日下午4時香港天文台亦將其升格。此外，5月7日其路徑比各氣象部門預期偏西，風暴亦同時正在增強。
5月8日早上，此風暴已達到風速每小時85公里，並且正在接近沿岸，但同時風暴移動速度緩慢。接近中午時份，此風暴登陸菲律賓東北部，極快出海。下午行有效重整，強度稍微減弱後回穩。同日中央氣象局表示，艾利可能自台灣東部掠過，但需等待其通過呂宋島才能進行更進一步的判斷。
5月9日5時30分中央氣象局發佈海上颱風警報。
5月10日由於中央氣象局預測颱風未來路徑將偏向東方，影響台灣機率小，中央氣象局於17時30分解除颱風警報。同日，艾利開始移動時速加快。
5月12日中午過後（UTC+9）艾利轉化為溫帶氣旋，聯合颱風警報中心也於當日為艾利發出最後警告。

### 颱風桑達（Songda）
PAGASA:Chedeng
5月19日，聯合颱風警報中心發出熱帶氣旋生成警告。
5月20日將其升格為熱帶低氣壓及給予編號04W，數小時後日本氣象廳亦發出烈風警報。聯合颱風警報中心曾將其升格至熱帶風暴但其後又降回熱帶低氣壓，並又於稍後再次升格為熱帶風暴。
5月22日日本氣象廳將其命名為桑達並升格為熱帶風暴，風暴則繼續向西移動。台灣中央氣象局亦升格之為輕度颱風；同日晚上，日本氣象廳升格為強烈熱帶風暴。
5月24日獲聯合颱風警報中心升格為1級颱風。5月25日上午八時再獲該中心升格為3級颱風，同時台灣中央氣象局升格為中度颱風。同日下午四時，香港天文台升格之為強颱風。
隨後桑達威力繼續增強，5月26日上午八時台灣中央氣象局升格之為強烈颱風，同日聯合颱風警報中心再升格之為超級颱風，為今年太平洋颱風季第一個五級颱風。
桑達其後轉向東北方向移動，抵日本南部海域，強度有所減弱。5月28日2時30分，台灣中央氣象局將其降格為中度颱風。
5月29日0時該局再將其降格為輕度颱風，同日下午12時30分，桑達在日本和歌山縣田邊市登陸，同日下午2時，桑達轉化為溫帶氣旋，日本氣象廳降格之為低壓區。

### 熱帶風暴莎莉嘉（Sarika）
PAGASA:Dodong
早於6月2日，一個熱帶擾動生成。其後該熱帶擾動於菲律賓漸向西北移動。
於6月9日早上5時，聯合颱風警報中心發出熱帶氣旋生成警報並評級之為「高」；同日上午11時左右，聯合颱風警報中心升格為熱帶低氣壓。
6月10日2時，中央氣象局已將莎莉嘉升格為輕度颱風，亦於同日早上升格之為熱帶風暴並給出近中心最低氣壓1000hPa。香港天文台於同日上午11時給出中心最低氣壓為995 hPa，同日下午2時(14時)中央氣象局給出莎莉嘉中心最低氣壓998hPa，同時日本氣象廳將最高風速上調至40 knots（75 km/h）。
6月11日2時，莎莉嘉在衛星雲圖上看似解體、消散，但是颱風中心還保有瞬間之最大陣風 25 公尺/秒（90 km/h），為輕度颱風。但同日5時登陸廣東時，結構遭破壞，中央氣象局於同日8時將其降格為熱帶性低氣壓。
6月12日，莎莉嘉已經轉為鋒面帶並完全消散。

### 熱帶風暴海馬（Haima）
PAGASA:Egay
聯合颱風警報中心於2011年6月17日上午5時升格此熱帶擾動為熱帶低氣壓，並給予編號06W。6月18日下午2時，中央氣象局測出其中心最低氣壓為1004百帕。同日晚上10時，香港天文台升格為熱帶低氣壓，及測出中心最低氣壓為1002百帕。
6月19日，聯合颱風警報中心曾一度升格熱帶風暴，但於同日稍後時間降格為熱帶低氣壓。6月20日，此風暴漸接近香港，香港天文台發出該年第二個熱帶氣旋警告信號；同日，聯合颱風警報中心亦曾一度升格熱帶風暴但六小時後又降格。
6月21日下午三時，日本氣象廳升格為熱帶風暴，並命名為海馬。同日下午，中央氣象局亦升格為輕度颱風，地球物理暨氣象局亦升格為熱帶風暴。晚上9時，日本氣象廳報告測得最低氣壓為994 hPa。
6月22日上午10時，香港天文台升格為熱帶風暴。至13時，香港天文台測得每小時風速75公里，及最低氣壓985 hPa。同日晚上，香港天文台已經測得最高風速85公里每小時，但連續數小時均停留不動。
6月23日上午，海馬於廣東西部登陸。同日晚上8時，中央氣象局測出海馬颱風中心最低氣壓已減弱為990百帕，但它仍然是輕度颱風。
同日上午10時10分，海馬於陽西與電白一帶登陸。兩小時後再次出海，同日下午4時50分再於吳川市登陸。
6月24日上午，中央氣象局預測，48小時內海馬會減弱為熱帶性低氣壓。但它仍然是輕度颱風。同日6下半天中心離開海南島、雷州半島一帶，朝越南前進，6/24上午中心尚在北部灣，預計明天凌晨就會減弱為熱帶性低氣壓。同日14時，中央氣象局測出海馬的中心最低氣壓已減弱為992百帕，但它仍然是輕度颱風。同日傍晚，中央氣象局測出海馬的中心最低氣壓再度增強為988百帕，
6月25日2時海馬於越南登陸，它仍然是輕度颱風。
海馬於6月25日8時減弱為熱帶性低氣壓，中心最低氣壓992百帕。同日傍晚，海馬已減弱為低壓區。

### 強烈熱帶風暴米雷（Meari）
PAGASA:Falcon
6月21日14時中央氣象局發布的天氣圖已將07W升格為熱帶低氣壓，並測出中心最低氣壓為1002百帕。6月22日下午，中央氣象局、日本氣象廳升格為輕颱、熱帶風暴並命名為米雷。
6月22日，中央氣象局於14時將其升格為輕度颱風。6月23日當地報導，最快於6/23晚間發出海上颱風警報，不排除增強為中度颱風並發布陸上颱風警報。同日23時30分，中央氣象局發布海上颱風警報。
6月23日20時中央氣象局測出米雷的中心最低氣壓為993百帕。
6月24日17時30分中央氣象局測出米雷的中心最低氣壓增強為985百帕。由於米雷有龐大的環流，6月24日中午開始台灣北部已經出現陣雨或豪雨。18時正，日本氣象廳升格為強烈熱帶風暴，並報告測得最低氣壓980百帕。
6月25日米雷的中心最低氣壓又增強為970百帕。(中央氣象局則公佈982百帕)
6月26日8時，根據中央氣象局的報告米雷中心最低氣壓減弱為985百帕，但它仍然是輕度颱風。同日下午14時米雷登陸青島（中国中央气象台认定21时10分登陆荣成成山），根據中央氣象局的報告米雷中心最低氣壓仍然為985百帕，故它仍然是輕度颱風。同日15時米雷進入北黄海，朝著朝鮮半島的朝鮮民主主義人民共和國前進，中央氣象局預測6月27日清晨米雷將會登陸朝鮮。
6月27日8時米雷還沒登陸朝鮮，從衛星雲圖米雷看似已經消散，但米雷還是保有20m/s的風速，仍為輕度颱風。同時，日本氣象廳測出米雷的中心最低氣壓已減弱為990百帕。根據中央氣象局報告指出米雷仍為輕度颱風。同日9時米雷從朝鮮民主主義人民共和國平安南道文德郡登陸，下午3時日本氣象廳報告認為米雷已經轉化為一股溫帶氣旋。

### 颱風馬鞍（Ma-on）
PAGASA:Ineng
7月10日，一個低壓區被升格為熱帶擾動，並獲給予編號90W。7月11日，聯合颱風警報中心給予編號08W，14時中央氣象局測出該低氣壓的中心最低氣壓為1008百帕。
7月12日15時，日本氣象廳升格為熱帶風暴並命名為馬鞍，並給予國際編號1106。香港天文台暫時未對此颱風作出任何評級。
7月13日5時，香港天文台在天氣圖上評級為強烈熱帶風暴。23時，聯合颱風警報中心、香港天文台皆升格為颱風；7月15日8時香港天文台將其升格為強颱風。
7月16日，馬鞍以及於7月14日生成的熱帶風暴蠍虎互旋，產生藤原效應，蠍虎的雲帶及系統漸漸被馬鞍吸收。同日下午，蠍虎被完全吞噬及吸收，成為馬鞍的一部份；吸收蠍虎後，馬鞍亦曾出現雙眼壁。同日下午16時15分香港天文台把馬鞍升格為超強颱風。20時，中央氣象局將馬鞍升格為強烈颱風。
7月17日8時後，颱風開始逐漸減弱，同日16時，香港天文台將其降格為強颱風；7月18日2時，中央氣象局將其降格為中度颱風。20時，聯合颱風警報中心預測馬鞍會登陸日本奈良地區。
7月20日馬鞍颱風逐漸轉向，23時30分，馬鞍中心最低氣壓減弱為970百帕，並於德島縣南部登陸。同日8時50分，馬鞍中心最低氣壓減弱為980百帕，並於潮岬登陸。下午，中央氣象局將馬鞍降格為輕度颱風。
7月22日8時，JTWC為馬鞍颱風發出最後報告。7月23日8時，中央氣象局為馬鞍颱風發出最後報告。聯合颱風警報中心認定為一亞熱帶氣旋。
7月26日該低氣壓被日本氣象廳將降格為溫帶氣旋，但未附帶鋒面。
8月1日馬鞍轉化為溫帶氣旋，低壓中心已消失。

### 熱帶風暴蠍虎（Tokage）
PAGASA:Hanna
「陶卡基」是由日本所提供的名稱，指的是現代的88星座之一的蠍虎座(Tokage)。因生成後迅速被颱風馬鞍所吸收及影響路徑，所以沒有對任何陸地地區造成影響及破壞。
此熱帶氣旋早於7月11日已被編號為一個熱帶擾動（92W），其後聯合颱風警報中心多次給出「低」評價。
7月14日日本氣象廳升格為一個熱帶低氣壓（報告氣壓為1006帕），中央氣象局亦發出天氣概況（報告氣壓為1002帕）。同日下午14時，聯合颱風警報中心給出「高」評價，並發佈熱帶氣旋形成警報。
7月15日中午，日本氣象廳、中央氣象局提升為熱帶風暴及輕度颱風，香港天文台則升格為熱帶低氣壓，日本氣象廳命名之為蠍虎。同日下午17時，聯合颱風警報中心升格為一個熱帶低氣壓，並編號為09W，在報告中指出不久會被另一個颱風——馬鞍所吸收；晚上20時，中央氣象台停止編號，而該局發布的最新天氣圖上將熱帶風暴蠍虎（Tokage）標示為，報告氣壓為998百帕。
7月16日上午9時，日本氣象廳降格為熱帶低氣壓並停編；稍後，聯合颱風警報中心亦發出最後警告（Final Warning）。熱帶風暴蠍虎是因受颱風馬鞍影響才減弱為熱帶低氣壓，預計再24小時內該熱帶低氣壓將會被馬鞍所吸收。7月16日，上午8時中央氣象局發布的最新天氣圖上將熱帶風暴蠍虎（Tokage）標示為TD，報告氣壓為1002百帕，表示中央氣象局並未將其降格為普通的低壓區。該天氣圖表示:蠍虎（Tokage）正以20公里的速度向東北方移動。同日14時中央氣象局發布的最新天氣圖上熱帶風暴蠍虎（Tokage）已經被颱風馬鞍完全吸收。

### 強烈熱帶風暴洛坦（Nock-ten）
PAGASA: Juaning
7月20日一個熱帶擾動於菲律賓以東太平洋海域形成，聯合颱風警報中心給予編號93W。
7月22日中央氣象局沒有標示中心氣壓，只標示“L”。
7月24日該熱帶擾動形成被聯合颱風警報中心升格為熱帶低氣壓及同時給予編號10W，但中央氣象局及日本氣象廳均未將它升格，只報告中心氣壓為1006百帕。香港天文台則在天氣報告中表示一個熱帶低氣壓正在形成當中。
7月25日，日本氣象廳將其升格為熱帶低氣壓，同時發出烈風警報（Gale Warning）。稍後，菲律賓大氣地球物理和天文管理局給予命名Juaning並升格為熱帶低氣壓；同時，中央氣象局與香港天文台均升格為熱帶低氣壓。
7月26日8時，中央氣象局將此熱帶風暴升格為輕度颱風；上午9時，日本氣象廳給予命名並升格為熱帶風暴。同日12時，香港天文台將洛坦升格為熱帶風暴。
7月27日上午此風暴出現風眼，日本氣象廳升格為強烈熱帶風暴；9時30分香港天文台亦跟隨升格。早上10時，此風暴登陸菲律賓奥罗拉省。聯合颱風警報中心於上午11時升格為一級颱風，但登陸菲律賓後已降格為一熱帶風暴。同日14時中央氣象局測出洛坦中心最低氣壓為985百帕。
7月28日2時45分，由於登陸菲律賓關係日本氣象廳測出洛坦中心最低氣壓減弱為992百帕，還會再次增強，日本氣象廳也測出洛坦移動時速為30 km/hr，而中央氣象局測出時速為35 km/hr。
7月29日12時，日本氣象廳測出洛坦中心最低氣壓維持於990百帕左右。香港天文台測出最高持續風速為每小時90公里。下午17時40分，洛坦登陸海南省文昌市龍樓鎮，並繼續橫過海南島北部，移入北部灣。登陸前，中心氣壓稍為增強為985百帕。登陸以後，中心氣壓維持於985百帕，時速20公里，西北向。
7月30日凌晨3時，最低氣壓維持於985百帕左右。香港天文台宣告洛坦減弱為熱帶風暴。正午12時，洛坦集結於越南河內東南約260公里，北緯19.5度，東經107.3度附近。其移動時速為18公里，西向，繼續移向越南北部。20時，聯合颱風警報中心發出最後警報。

### 颱風梅花（Muifa）
PAGASA: Kabayan
7月24日，一個熱帶擾動在西北太平洋海域形成，聯合颱風警報中心對其給予Low及Medium評價。至7月25日，升至High評價，同時發出熱帶氣旋形成警報。
7月26日，聯合颱風警報中心升格為熱帶低氣壓，同時給予編號11W，中央氣象局亦有跟隨升格；同日早上，日本氣象廳發出烈風警報。
7月27日，香港天文台將此風暴評級為熱帶低氣壓。
7月28日早上，聯合颱風警報中心升格為熱帶風暴；同日14時，日本氣象廳亦升格，並名之為梅花；20時，香港天文台亦升格之。
7月29日7時40分，日本氣象廳測出梅花中心最低氣壓為990百帕。
7月30日4時，日本氣象廳測出梅花中心最低氣壓增強為980百帕。14時，中央氣象局升格為中度颱風，中心氣壓增強為970百帕，55分日本氣象廳跟進。
8時到20時12個小時間，梅花平均風速由110km/h增強到215km/h，從熱帶風暴跨越到四級颱風，增長速度幾乎超過1983年的颱風佛瑞特。
7月31日8時，梅花增強到五級颱風的260km/h，幾乎平了颱風佛瑞特的增強速度紀錄。14時，梅花稍為減弱，回到4級颱風的分級，聯合颱風警報中心測出平均風速為125kts。
8月9日，中央氣象局將其降格為熱帶性低氣壓，並逐漸消散。

### 強烈熱帶風暴苗柏（Merbok）
8月2日於東經162度，北緯23度一個熱帶擾動形成，聯合颱風警報中心評級為Medium。
8月3日早上，日本氣象廳將其升格為熱帶性低氣壓。同日下午2時，日本氣象廳將其升格為熱帶風暴，並命名苗柏，同時中央氣象局將其升格為輕度颱風。下午5時，聯合颱風警報中心將苗柏升格為熱帶性低氣壓，並發出第一次報告。晚上11時，聯合颱風警報中心將苗柏升格為熱帶風暴。
8月5日，此風暴增強為強烈熱帶風暴。
8月10日，此風暴己轉化為溫帶氣旋。

### 超強颱風南瑪都（Nanmadol）
PAGASA:Mina
8月21日，聯合颱風警報中心將此熱帶擾動評級為「高」，並發出熱帶氣旋形成警報。
8月22日上午，台灣中央氣象局將一位於菲律賓東南方的熱帶擾動96W升格為熱帶低氣壓，並在最新天氣圖上標示TD。
8月23日上午7時，聯合颱風警報中心升格為熱帶低氣壓，並給予編號14W；同日上午八時，香港天文台將14W升格為熱帶低氣壓。下午五時，聯合颱風警報中心將14W升格為熱帶風暴，於預報中指出其會持續增強。21時，日本氣象廳將其升格為熱帶風暴，並給予編號1111及命名南瑪都。
8月24日14時，日本氣象廳將其升格為強烈熱帶風暴。
8月25日，日本氣象廳將其升格為颱風，香港天文台亦於數小時後作出升格。
由於此颱風8月24日至25日往西行進，故沒有和強烈熱帶風暴塔拉斯產生明顯的藤原效應。
8月26日2時，香港天文台將其升格為強颱風。8時，香港天文台將其升格為超強颱風。14時，中央氣象局將其升格為強烈颱風，聯合颱風警報中心將其升格為五級超級颱風。
8月27日8時，聯合颱風警報中心將其降格為三級颱風。14時，中央氣象局降格為中度颱風。
8月28日8時，日本氣象廳將其降格為強烈熱帶風暴。
8月29日4時20分，中央氣象局宣佈其登陸台灣台東縣大武鄉；同日上午8時，降格為輕度颱風。
8月31日8時，南瑪都登陸福建省並減弱為熱帶性低氣壓。中央氣象局隨即於同日8時30分解除海上陸上颱風警報。南瑪都同日黃昏在福建內陸消散。

### 強烈熱帶風暴塔拉斯（Talas）
8月23日14時中央氣象局將此熱帶氣旋標示為TD，聯合颱風警報中心將其評級為MEDIUM。同日晚上23時(UTC+8)，聯合颱風警報中心將其評級為High，並發出熱帶氣旋形成警報。
8月25日，日本氣象廳將其升格為熱帶風暴，並給予命名塔拉斯及編號1112。直至11時，聯合颱風警報中心尚未承認此為一熱帶風暴，所以並未給予編號。14時，聯合颱風警報中心升格為熱帶風暴，並給予編號15W。
由於颱風南瑪都偏西北前進，因此沒有與塔拉斯發生藤原效應。
8月26日，此熱帶風暴減速，並沒有明顯的加強，直至8月29日。
9月1日早上8時，香港天文台將其升格為颱風。
9月2日，香港天文台和日本氣象廳分別將其降格為強烈熱帶風暴。
9月4日，香港天文台和日本氣象廳早上分別將其降格為熱帶風暴。早上11時，聯合颱風警報中心將其降格為熱帶性低氣壓並發出最後報告。
9月5日，塔拉斯已轉化為一溫帶氣旋。
其後，於日本氣象廳所發佈的最佳路徑中，日本氣象廳把塔拉斯的風速下調為50節，氣壓上調至970hPa，並且認為其沒有達到颱風的等級。而在香港天文台所發佈的最佳路徑中，香港天文台把塔拉斯的風速下調為110km/h，並且認為其沒有達到颱風的等級。

### 熱帶風暴奧鹿（Noru）
9月2日，聯合颱風警報中心將此熱帶擾動評級為MEDIUM。同日10時(UTC)，聯合颱風警報中心評級為HIGH，並發出熱帶氣旋形成警報。22時，日本氣象廳升格為熱帶性低氣壓。
9月3日9時(UTC)，聯合颱風警報中心升格為熱帶低氣壓，並給予編號16W。同日15時(UTC)，聯合颱風警報中心升格為熱帶風暴。
9月4日，日本氣象廳升格為熱帶風暴，並給予編號1113及命名奧鹿。
9月6日，奧鹿已轉化為溫帶氣旋。

### 熱帶風暴玫瑰（Kulap）
PAGASA:Nonoy
熱帶風暴玫瑰（英語：Tropical Storm Kulap，聯合颱風警報中心：17W，國際編號：1114，菲律賓大氣地球物理和天文管理局：Nonoy）為2011年太平洋颱風季第14個被命名的風暴。「玫瑰」一名乃由泰國提供，是玫瑰花的意思。
9月7日日本氣象廳將此熱帶氣旋升格為熱帶風暴，並給予編號1114及命名玫瑰。同日19時，香港天文台升格為熱帶風暴。
9月8日此熱帶風暴與熱帶擾動91W、92W發生輕微的藤原效應。
9月9日早上八時香港天文台降格為熱帶低氣壓。
9月10日8時35分，日本氣象廳發出最後報告。11時，聯合颱風警報中心發出最後報告。

### 颱風洛克（Roke）
PAGASA:Onyok
9月10日日本氣象廳將此熱帶擾動升格為熱帶性低氣壓。同日晚上20時30分，聯合颱風警報中心評級為HIGH，並發出熱帶氣旋形成警報。
9月11日聯合颱風警報中心將此熱帶擾動給予編號18W。
9月13日此熱帶擾動與另一熱帶擾動（93W）出現藤原效應，路徑折返往東移。21時，日本氣象廳此熱帶氣旋升格為熱帶風暴，並給予命名洛克及編號1115。
香港天文台於同日把此熱帶氣旋升格為熱帶低氣壓。
9月15日，香港天文台把此熱帶氣旋升格為熱帶風暴。
9月16日，熱帶風暴洛克開始往南行走，速度仍幾近於滯留。
9月17日，香港天文台於天氣圖上將此熱帶氣旋升格為強烈熱帶風暴。同日20時45分，日本氣象廳此熱帶氣旋升格為強烈熱帶風暴。
9月19日晚上，香港天文台將此熱帶氣旋升格為颱風。
9月20日晚上，香港天文台將此熱帶氣旋升格為強颱風。
9月22日，洛克已轉化為溫帶氣旋。

### 颱風桑卡（Sonca）
9月13日此熱帶氣旋被編號為93W，並與颱風洛克產生藤原效應。
9月15日日本氣象廳此熱帶氣旋升格為熱帶風暴，並給予命名桑卡及編號1116。
9月17日日本氣象廳此熱帶氣旋升格為強烈熱帶風暴。
9月18日日本氣象廳此熱帶氣旋升格為颱風。
9月20日，桑卡已轉化為溫帶氣旋。

### 颱風納沙（Nesat）
PAGASA:Pedring
9月23日，日本氣象廳把位於菲律賓以東水域的熱帶擾動98W升格為熱帶低氣壓。20時，聯合颱風警報中心將其編號為20W。
9月24日上午9時日本氣象廳將此風暴升格為熱帶風暴，同時命名為納沙。同日下午5時，此熱帶風暴進入菲律賓氣象管轄範圍，命名為Pedring。
9月25日上午8時，香港天文台將納沙升格為強烈熱帶風暴。
9月26日日本氣象廳升格為颱風。
9月30日晚上11時，聯合颱風警報中心發出最後報告。
10月1日3時，日本氣象廳發出最後報告。

### 熱帶風暴海棠（Haitang）
9月24日15時(UTC)，聯合颱風警報中心升格為熱帶低氣壓，並給予編號21W和發出第一次報告。
9月25日10時(UTC+9)，日本氣象廳升格為熱帶風暴，並命名為海棠。
9月27日，聯合颱風警報中心發出最後報告。同日16時(UTC+9)，日本氣象廳發出最後報告。

### 颱風尼格 （Nalgae）
PAGASA:Quiel
9月26日，日本氣象廳升格為熱帶性低氣壓。
9月27日14時，聯合颱風警報中心升格為熱帶性低氣壓並發出第一次警報。
9月28日，日本氣象廳升格為熱帶風暴，並給予命名尼格及編號1119。
9月29日11時，進入菲律賓大氣地球物理和天文管理局的負責範圍，獲菲律賓命名為Quiel，稍晚，日本氣象廳將其升格為颱風。
10月1日8時，聯合颱風警報中心將其升格為超級颱風。隨後，尼格登陸菲律賓，當晚進入南海並減速移動。
10月2日，尼格向西北西移動並迅速減弱。
10月3日8時開始，尼格持續向西移動。
10月4日，尼格開始改向西北西移動並登陸海南。
10月5日凌晨2時，尼格位於峴港以北約300公里，轉向至西南西方向移向北部灣。並於早上在北部灣減弱為低壓區，其殘餘雨帶移入越南中部。

### 熱帶風暴榕樹（Banyan）
PAGASA: Ramon
10月8日，此熱帶擾動被聯合颱風警報中心編號為92W。
10月9日，菲律賓大氣地球物理和天文管理局將其命名為Ramon。
10月10日，此熱帶擾動向南移至7.3N、132.1E附近，日本氣象廳將其升格為熱帶低氣壓。同日，聯合颱風警報中心編號為23W，並發出第一次報告。同日17時，菲律賓大氣地球物理和天文管理局為4個省發出一級風暴信號。
10月11日，日本氣象廳升格為熱帶風暴，並給予命名榕樹與國際編號1120。
10月12日20時，日本氣象廳降格為熱帶低氣壓。
10月15日8時，日本氣象廳及聯合颱風警報中心分別發出最後報告；14時，香港天文台與中央氣象局降格為低壓區。

### 強烈熱帶風暴天鷹（Washi）
PAGASA:Sendong
12月12日，聯合颱風警報中心將位於西北太平洋的熱帶擾動評為「低」。
12月13日，聯合颱風警報中心發出熱帶氣旋形成警報並給予評價「高」評價，同日升格為熱帶低氣壓，編號為27W。並預測將有75海里的強度。
12月14日，聯合颱風警報中心將熱帶低氣壓升格為熱帶風暴，強度為35海里。
12月15日，日本氣象廳升格為熱帶風暴，給予編號1121與命名天鷹。同日，聯合颱風警報中心曾在第八報將天鷹降格，但在第九報重新升格。香港天文台也在本日將天鷹升格為熱帶低氣壓，下午再升格為熱帶風暴。
12月17日，天鷹登陸菲律賓棉蘭老島，聯合颱風警報中心預測天鷹在南海的強度被降為60海里。
12月19日，香港天文台、聯合颱風警報中心和日本氣象廳分別將天鷹降格為熱帶低氣壓。同日，香港天文台再降格天鷹為低壓區。
12月20日，聯合颱風警報中心和日本氣象廳降格天鷹為低壓區。

## 未被國際命名的熱帶氣旋
除了被日本氣象廳命名的熱帶氣旋外，還有一些沒被命名的熱帶低氣壓和被聯合颱風警報中心認為是熱帶性低氣壓的熱帶氣旋。以下列出那些熱帶氣旋的資料。

### 熱帶低氣壓 01W
3月29日，一個廣闊雲帶在南海西南部已經形成和擴大範圍，而其中的氣壓比較低，很快已經轉為一低壓區；3月31日，此低壓區已被視為熱帶擾動96W。
4月1日上午8時，日本氣象廳已經為96W正式為其列為一熱帶氣旋，當時這個熱帶低氣壓已經位於南沙群島，即越南胡志明市東南偏東約595公里的南海海面。
4月2日，96W也為美國聯合颱風警報中心列為熱帶低氣壓01W，但JTWC當局預測01W會因南海西南部水溫低和南海中部的強烈垂直風切變而會很快在海上消散。此外，4月2日後期本風暴已經開始減弱，附近氣壓亦漸漸回升。
4月4日早上，01W幾乎在原地打了一圈後在南海南部海面徘徊，JTWC於4月4日為01W發出最後警告。

### 熱帶低氣壓 02W
PAGASA:Amang
早於3月29日，一個低壓區於菲律賓以東海域形成。
3月31日，這個低壓區被視為一個熱帶擾動，編號95W，雖然95W的雨帶一直在擴大，但中心對流仍然未見明顯，所以JTWC一直未為95W升格。
4月3日下午2時 日本氣象廳為95W正式為其列為一熱帶氣旋。4月3日後期，菲律賓大氣地球物理和天文管理局將此風暴升格為熱帶低氣壓，同時給予名字Amang。
4月4日後期，此風暴已離開菲律賓大氣地球物理和天文管理局的監測範圍。
4月5日早上，此風暴獲給予02W編號。
由於02W一直是向東移動，而其中心對流也因為中太平洋一帶冷鋒的冷空氣入侵而開始令02W的熱帶氣旋特質失去，反而開始出現了東太平洋的亞熱帶氣旋特性，所以JTWC已經於4月6日為02W發出最後警告。
4月6日該熱帶氣旋消失於太平洋。

### 熱帶低氣壓
5月29日，一個熱帶擾動生成，並獲編號為90W，隨後並漸漸增強並向北移動。
聯合颱風警報中心分別於5月30日及31日給予Poor及Fair評級，及風速15 knot。
6月1日，JTWC繼續將之評級為Low(Poor)。
6月2日，日本氣象廳將其降格為低壓區。
6月14日18時(UTC)日本氣象廳將其升格為熱帶低氣壓，聯合颱風警報中心同時評為MEDIUM。
初時此熱帶低氣壓向西北移動，大致移向海南島和雷州半島一帶，但由於西太平洋的副熱帶高壓受華中一帶的低壓槽影響而東退，令此熱帶低氣壓後期轉為北行。
6月16日早上於廣東省深圳市至汕尾市之間一帶沿海登陸，為廣東省東部和中部一帶沿海帶來強風和暴雨。
PAGASA: Goring
此熱帶氣旋早於6月30日已被編號為一個熱帶擾動（94W），其後聯合颱風警報中心多次反覆地給出LOW及MEDIUM評價。
7月9日日本氣象廳升格為一個熱帶低氣壓，中央氣象局亦發出「熱帶性低氣壓特報」，並測出中心最低氣壓1000百帕。同日PAGASA亦升格為熱帶低氣壓。
7月10日14時，該低氣壓中心碰觸台灣東北角，並稍微登陸，中央氣象局在下一次發布(20時)時將其降格回熱帶擾動。
7月10日晚上該熱帶低氣壓在福建省平潭縣掠過，進入南海東北部。中央氣象台表示，估計在之後的一星期內，其殘餘雨帶都會一直為華南沿岸和南海北部帶來暴雨。
7月11日它以每小時15公里的速度向西南移動。同日14時中央氣象局測出該低氣壓中心最低氣壓增強為998百帕。
7月12日2時，該低氣壓朝中國內陸以每小時20公里的速度移動，且中央氣象局測出該低氣壓中心最低氣壓減弱為1000百帕。同日8時中央氣象局測出該低氣壓移動速度減慢為每小時10公里，朝西方移動。
7月13日2時，中央氣象局已經不對該低氣壓做出更新，表示已被降格為普通的低壓區。
此低氣壓於7月16日上午8時位於北部灣時獲日本氣象廳升格為熱帶低氣壓，但同時聯合颱風警報中心尚未承認此為一熱帶擾動，因此沒有編號；其後在下午2時即降格，維持短暫6小時後即消失。
香港天文台沒有更新此低氣壓的資訊。
7月16日上午8時，日本氣象廳將此個位於陸地上的低壓區升格為熱帶低氣壓；同日下午2時，氣壓降至998 hPa。
7月17日，該熱帶低氣壓被日本氣象廳降格為一低氣壓。
香港天文台只把該熱帶低氣壓看成一低壓槽並沒有加以理會，而聯合颱風警報中心亦未承認此為一熱帶擾動。
PAGASA: Lando
日本氣象廳於7月31日升格一個位於菲律賓以西，編號為97W的熱帶擾動為一個熱帶低氣壓。同日下午2時，聯合颱風警報中心給予Medium評級。由於附近存在另一熱帶氣旋—颱風梅花，此熱帶氣旋的路徑仍未確認，並移動緩慢。
8月1日下午2時，聯合颱風警報中心將97W由Medium評級降格為Low評級。
8月2日，聯合颱風警報中心取消對97W的評級。
8月3日，日本氣象廳升格位於北緯29度，東經145度附近，日本東京以南的低氣壓為熱帶低氣壓，同時亦都發出烈風警報（Gale Warning）。
日本在8/3對於此熱帶性低氣壓發佈了同等於熱帶風暴的更新，報告中心風速15m/s，中央氣象局則在同日22:30的天氣概況中指出有發展為輕颱的趨勢。但直至8/4都未增強為熱帶風暴，JMA於同日停止對於此熱帶低氣壓的更新。幾日後將登陸日本或在日本近海消散。
8月4日，此熱帶低氣壓消散。
日本氣象廳於8月8日下午2時升格為熱帶低氣壓，同時發出一般警告（Warning）。

### 熱帶低氣壓 13W
日本氣象廳於8月8日晚上8時升格為熱帶低氣壓，同時發出一般警告（Warning）。
8月9日上午6時，聯合颱風警報中心發出熱帶氣旋形成警報，並評級為High。
8月10日，日本氣象廳發出烈風警告（Gale Warning），同時聯合颱風警報中心升格為熱帶低氣壓。
8月12日，日本氣象廳和聯合颱風警報中心分別發出最後報告，而中央氣象局沒有降格。
8月13日，聯合颱風警報中心將一熱帶擾動評級為Low，在報告中指出是13W的殘餘，在8月14日己取消評級。

### 熱帶低氣壓
中央氣象局於8月21日將熱帶擾動95W升格為熱帶低氣壓，並在最新天氣圖上標示TD，而聯合颱風警報中心於晚上22時(UTC+8)將此熱帶擾動評級為MEDIUM。
8月23日8時中央氣象局將其降格為普通的低壓區，聯合颱風警報中心將其降格為LOW，並逐漸消散；14時，中央氣象局報告其已完全消散。
8月24日，聯合颱風警報中心維持評級為LOW。8月25日0時(UTC+8)，聯合颱風警報中心取消評級，但日本氣象局仍未降格。
8月25日，台灣中央氣象局又將此一雲系確認再度增強為熱帶性低氣壓，並發布熱帶性低氣壓特報。
8月26日，下午2點台灣中央氣象局將此一熱帶性低氣壓降級為低氣壓，並解除熱帶性低氣壓特報。
10月11日，日本氣象廳將此熱帶擾動升格為熱帶低氣壓。
10月13日，日本氣象廳將其降格為低壓區。

### 熱帶低氣壓 24W
11月7日早上，聯合颱風警報中心為此位於海南以北的熱帶擾動發出熱帶氣旋形成警報，同日下午升格為熱帶低氣壓。同時，日本氣象廳只將之當作一個低壓區，並沒有發出任何警告；而中央氣象局發布的天氣圖也只標示L，行進方向也完全不同。
11月8日17時，聯合颱風警報中心發出最後報告。

### 熱帶低氣壓 25W
12月4日，聯合颱風警報中心為熱帶擾動93W發出熱帶氣旋形成警報，同日下午升格為熱帶低氣壓，並給予編號25W。
12月5日，聯合颱風警報中心發出最後報告。

### 熱帶低氣壓 26W
12月10日，日本氣象廳將位於南海的熱帶擾動升格為熱帶性低氣壓，聯合颱風警報中心給予評價HIGH並發出熱帶氣旋形成警報。
12月11日8時50分，日本氣象廳發出最後報告，而聯合颱風警報中心維持HIGH。同日下午1時，聯合颱風警報中心取消熱帶氣旋形成警報並將評價降到LOW。
菲律賓NDRRMC（國家減少災害風險和管理委員會）報導，有4人死於暴雨下。
12月12日，聯合颱風警報中心再次發出熱帶氣旋形成警報並給予評價HIGH評價，同日升格為熱帶低氣壓。
12月14日，聯合颱風警報中心發出最後報告。

## 熱帶氣旋時間表
本年度的颱風季第一個風暴為於4月1日生成熱帶低氣壓01W，其後數天後亦生成了另一熱帶低氣壓；自5月開始，有被命名的熱帶風暴生成，五月下旬更有超強颱風出現。以下時間線列出本年度的颱風生成及消散時間，而各風暴的詳情可參見上面的章節。

## 熱帶氣旋名單
西北太平洋的熱帶氣旋是由日本氣象廳東京颱風中心命名。當該熱帶氣旋被日本氣象廳升格了為熱帶風暴後，就會使用下列名單中的名字。名字是根據以下名單而定，不按年度劃分。風暴名字是由世界氣象組織颱風小組的成員提供，14個成員國和地區各自提交10個名稱，並以該國英文名稱按字母順序排列。在2011年使用的名字清單中，有3個名字被替換，新名字「艾莎尼」、「薔琵」及「煙花」，分別取代了「莫拉克」、「凱薩娜」及「芭瑪」。2010年使用過的與本年未用名稱以灰色表示，黑體字表示今年已經使用過。2011年的風暴名稱可能會與2004年或2005年的部分風暴名稱相同。
| 提供國家／地區 | 名稱   | 名稱   | 名稱   | 名稱      | 名稱        |
| -------------- | ------ | ------ | ------ | --------- | ----------- |
| 柬埔寨         | 達維   | 康妮   | 娜基莉 | 科羅旺    | 莎莉嘉 1103 |
| 中國           | 海葵   | 玉兔   | 風神   | 杜鵑      | 海馬 1104   |
| 朝鮮           | 鴻雁   | 桃芝   | 海鷗   | 彩虹      | 米雷 1105   |
| 中國香港       | 啟德   | 萬宜   | 鳳凰   | 彩雲      | 馬鞍 1106   |
| 日本           | 天秤   | 天兔   | 北冕   | 巨爵      | 蠍虎 1107   |
| 寮國           | 布拉萬 | 帕布   | 巴蓬   | 薔琵      | 洛坦 1108   |
| 中國澳門       | 三巴   | 蝴蝶   | 黃蜂   | 煙花      | 梅花 1109   |
| 馬來西亞       | 杰拉華 | 聖帕   | 鸚鵡   | 茉莉      | 苗柏 1110   |
| 密克罗尼西亚   | 艾雲尼 | 菲特   | 森垃克 | 尼伯特    | 南瑪都 1111 |
| 菲律賓         | 馬力斯 | 丹娜絲 | 黑格比 | 盧碧      | 塔拉斯 1112 |
| 韓國           | 格美   | 百合   | 薔薇   | 銀河      | 奧鹿 1113   |
| 泰國           | 派比安 | 韋帕   | 米克拉 | 妮妲      | 玫瑰 1114   |
| 美國           | 瑪莉亞 | 范斯高 | 海高斯 | 奧麥斯    | 洛克 1115   |
| 越南           | 山神   | 利奇馬 | 巴威   | 康森      | 桑卡 1116   |
| 柬埔寨         | 寶霞   | 羅莎   | 美莎克 | 燦都      | 納沙 1117   |
| 中國           | 悟空   | 海燕   | 海神   | 電母      | 海棠 1118   |
| 朝鮮           | 清松   | 楊柳   | 紅霞   | 蒲公英    | 尼格 1119   |
| 中國香港       | 珊珊   | 玲玲   | 白海豚 | 狮子山    | 榕樹 1120   |
| 日本           | 摩羯   | 劍魚   | 鯨魚   | 圓規      | 天鷹 1121   |
| 老撾           | 麗琵   | 法茜   | 燦鴻   | 南川      | 帕卡        |
| 中國澳門       | 貝碧嘉 | 琵琶   | 蓮花   | 瑪瑙      | 珊瑚        |
| 馬來西亞       | 溫比亞 | 塔巴   | 浪卡   | 莫蘭蒂    | 瑪娃        |
| 密克罗尼西亚   | 蘇力   | 米娜   | 蘇迪羅 | 雷伊      | 古超        |
| 菲律賓         | 西馬侖 | 海貝思 | 莫拉菲 | 馬勒卡    | 泰利        |
| 韓國           | 飛燕   | 浣熊   | 天鵝   | 鮎魚      | 杜蘇芮      |
| 泰國           | 山竹   | 威馬遜 | 艾莎尼 | 暹芭      | 卡努        |
| 美國           | 尤特   | 麥德姆 | 艾濤   | 艾利 1101 | 韋森特      |
| 越南           | 潭美   | 夏浪   | 環高   | 桑達 1102 | 蘇拉        |

### 菲律賓熱帶氣旋命名法

當熱帶氣旋在藍色框內，便會給名字。

菲律宾大气地球物理和天文管理局使用自己一套命名法，作於該國風暴責任範圍內的熱帶氣旋命名之用。與日本氣象廳不同，只要該熱帶氣旋會很間接地吹襲菲律賓或會影響周邊國家的話（不論強度高低），就會使用以下之熱帶氣旋名字。名單每四年循環再用，因此本年名單與2007年太平洋颱風季的名單相同。本年未用名稱以灰色字表示，黑體字表示今年已經使用過。
| - Amang - Bebeng 1101 - Chedeng 1102 - Dodong 1103 - Egay 1104 - Falcon 1105 - Goring | - Hanna 1107 - Ineng 1106 - Juaning 1108 - Kabayan 1109 - Lando - Mina 1111 - Nonoy 1114 | - Onyok 1115 - Pedring 1117 - Quiel 1119 - Ramon 1120 - Sendong 1121 - Tisoy（未用） - Ursula（未用） | - Viring（未用） - Weng（未用） - Yoyoy（未用） - Zigzag（未用） - Abe（未用） - Berto（未用） - Charo（未用） | - Dado（未用） - Estoy（未用） - Felion（未用） - Gening（未用） - Herman（未用） - Irma（未用） - Jaime（未用） |

由於Bebeng對菲律賓做成嚴重傷亡，菲律宾大气地球物理和天文管理局在5月16日宣佈將其從名單中除名。

## 颱風季影響
此列表列出了所有在2011年西太平洋曾經活躍的熱帶氣旋。包括該熱帶氣旋的強度，持續時間，名稱，登陸地點，死亡和破壞。所有破壞都以美元作為單位。
ACE的計算公式：{\displaystyle \sum _{}^{}{\frac {{v_{\mathrm {max} }}^{2}}{10^{4}}},}，單位為{\displaystyle 10^{4}kt^{2}}。
（括號內的氣旋名稱為菲律賓大氣地球物理和天文管理局所使用之當地命名）
| 风暴名称               | 持续日期           | 风暴最高强度 | 最大持续风速 | 最低气压 （百帕） | ACE     | 登陆                                 | 登陆             | 登陆     | 损失 （百万美元） | 死亡人数 |
| 风暴名称               | 持续日期           | 风暴最高强度 | 最大持续风速 | 最低气压 （百帕） | ACE     | 地点                                 | 时间             | 风速     | 损失 （百万美元） | 死亡人数 |
| ---------------------- | ------------------ | ------------ | ------------ | ----------------- | ------- | ------------------------------------ | ---------------- | -------- | ----------------- | -------- |
| 熱帶低氣壓01W          | 4月1日－4月4日     | 热带低氣压   | 55 km/h      | 1004              | 0.34    | 没有登陆                             | 没有登陆         | 没有登陆 | 0                 | 0        |
| 熱帶低氣壓02W (Amang)  | 4月3日－4月6日     | 热带低氣压   | 55 km/h      | 1000              | 0.9175  | 没有登陆                             | 没有登陆         | 没有登陆 | 0                 | 0        |
| 艾利 (Bebeng)          | 5月5日－5月12日    | 热带风暴     | 75 km/h      | 992               | 4.3025  | 菲律賓伊莎貝拉省迪娜皮圭             | 5月8日11時30分   | 75 km/h  | 34.4              | 48       |
| 艾利 (Bebeng)          | 5月5日－5月12日    | 热带风暴     | 75 km/h      | 992               | 4.3025  | 菲律賓卡加延省剛薩加                 | 5月8日11時30分   | 65 km/h  | 34.4              | 48       |
| 桑達 (Chedeng)         | 5月20日－5月29日   | 颱風         | 195 km/h     | 920               | 26.505  | 没有登陆                             | 没有登陆         | 没有登陆 | 287               | 17       |
| 熱帶低氣壓90W          | 5月31日－6月2日    | 热带低氣压   | N/A          | 1004              | 0       | 没有登陆                             | 没有登陆         | 没有登陆 | 0                 | 0        |
| 莎莉嘉 (Dodong)        | 6月9日－6月11日    | 热带风暴     | 75 km/h      | 996               | 1.2025  | 中國廣東省汕頭市澄海區溪南鎮         | 6月11日5時45分   | 65 km/h  | 248               | 28       |
| 熱帶低氣壓             | 6月14日－6月16日   | 热带低氣压   | N/A          | 1004              | 0       | 中國廣東省深圳市至汕尾市一帶         | 6月16日早上      | 45 km/h  | 0                 | 0        |
| 海馬 (Egay)            | 6月17日－6月25日   | 热带风暴     | 75 km/h      | 985               | 3.57    | 中國廣東省茂名市電白縣嶺門鎮         | 6月23日10時10分  | 75 km/h  | 167               | 18       |
| 海馬 (Egay)            | 6月17日－6月25日   | 热带风暴     | 75 km/h      | 985               | 3.57    | 中國廣東省湛江市吳川市吳陽鎮         | 6月23日16時50分  | 75 km/h  | 167               | 18       |
| 海馬 (Egay)            | 6月17日－6月25日   | 热带风暴     | 75 km/h      | 985               | 3.57    | 越南太平省錢海縣                     | 6月25日02時      | 75 km/h  | 167               | 18       |
| 米雷 (Falcon)          | 6月20日－6月27日   | 強烈熱帶風暴 | 110 km/h     | 975               | 4.7975  | 中國山東省威海市榮成市成山鎮         | 6月26日21時10分  | 100 km/h | 1.24              | 11       |
| 米雷 (Falcon)          | 6月20日－6月27日   | 強烈熱帶風暴 | 110 km/h     | 975               | 4.7975  | 朝鮮民主主義人民共和國平安南道文德郡 | 6月27日09時      | 65 km/h  | 1.24              | 11       |
| 熱帶低氣壓94W (Goring) | 7月9日－7月12日    | 热带低氣压   | 45 km/h      | 1000              | 0       | 台灣新北市貢寮區三貂角               | 7月10日14時      | 45 km/h  | 0                 | 0        |
| 熱帶低氣壓94W (Goring) | 7月9日－7月12日    | 热带低氣压   | 45 km/h      | 1000              | 0       | 中國福建省福州市平潭縣流水鎮         | 7月10日23時      | 45 km/h  | 0                 | 0        |
| 馬鞍 (Ineng)           | 7月11日－7月24日   | 颱風         | 175 km/h     | 935               | 27.565  | 日本德島縣海部郡海陽町               | 7月19日23時30分  | 140 km/h | 50                | 5        |
| 馬鞍 (Ineng)           | 7月11日－7月24日   | 颱風         | 175 km/h     | 935               | 27.565  | 日本和歌山縣東牟婁郡串本町           | 7月20日8時50分   | 100 km/h | 50                | 5        |
| 蠍虎                   | 7月14日－7月16日   | 热带风暴     | 65 km/h      | 1000              | 0.7575  | 没有登陆                             | 没有登陆         | 没有登陆 | 0                 | 0        |
| 熱帶低氣壓             | 7月16日－7月16日   | 热带低氣压   | N/A          | 1002              | 0       | 没有登陆                             | 没有登陆         | 没有登陆 | 0                 | 0        |
| 熱帶低氣壓             | 7月16日－7月17日   | 热带低氣压   | N/A          | 998               | 0       | 没有登陆                             | 没有登陆         | 没有登陆 | 0                 | 0        |
| 洛坦 (Juaning)         | 7月24日－7月30日   | 強烈熱帶風暴 | 95 km/h      | 985               | 5.2125  | 菲律賓奧羅拉省丁納龍岸               | 7月27日10時      | 85 km/h  | 126               | 128      |
| 洛坦 (Juaning)         | 7月24日－7月30日   | 強烈熱帶風暴 | 95 km/h      | 985               | 5.2125  | 中國海南省文昌市龍樓鎮               | 7月29日17時40分  | 95 km/h  | 126               | 128      |
| 洛坦 (Juaning)         | 7月24日－7月30日   | 強烈熱帶風暴 | 95 km/h      | 985               | 5.2125  | 越南乂安省瓊瑠縣                     | 7月30日15時30分  | 75 km/h  | 126               | 128      |
| 梅花 (Kabayan)         | 7月26日－8月9日    | 颱風         | 175 km/h     | 930               | 37.95   | 日本沖繩縣島尻郡久米島               | 8月5日21時       | 150 km/h | 480               | 22       |
| 梅花 (Kabayan)         | 7月26日－8月9日    | 颱風         | 175 km/h     | 930               | 37.95   | 朝鮮民主主義人民共和國平安北道鹽州郡 | 8月8日17時       | 95 km/h  | 480               | 22       |
| 熱帶低氣壓97W (Lando)  | 7月31日－8月2日    | 热带低氣压   | N/A          | 1002              | 0       | 没有登陆                             | 没有登陆         | 没有登陆 | 0                 | 0        |
| 苗柏                   | 8月2日－8月10日    | 強烈熱帶風暴 | 95 km/h      | 980               | 8.165   | 没有登陆                             | 没有登陆         | 没有登陆 | 0                 | 0        |
| 熱帶低氣壓99W          | 8月3日－8月4日     | 热带低氣压   | 55 km/h      | 1008              | 0       | 没有登陆                             | 没有登陆         | 没有登陆 | 0                 | 0        |
| 熱帶低氣壓93W          | 8月8日－8月10日    | 热带低氣压   | 55 km/h      | 1008              | 0       | 没有登陆                             | 没有登陆         | 没有登陆 | 0                 | 0        |
| 熱帶低氣壓13W          | 8月8日－8月12日    | 热带低氣压   | 55 km/h      | 1002              | 1.455   | 没有登陆                             | 没有登陆         | 没有登陆 | 0                 | 0        |
| 熱帶低氣壓95W          | 8月21日－8月23日   | 热带低氣压   | 55 km/h      | 1002              | 0       | 没有登陆                             | 没有登陆         | 没有登陆 | 0                 | 0        |
| 南瑪都 (Mina)          | 8月22日－9月1日    | 颱風         | 185 km/h     | 925               | 21.46   | 菲律賓卡加延省剛薩加                 | 8月27日10時      | 165 km/h | 6030              | 38       |
| 南瑪都 (Mina)          | 8月22日－9月1日    | 颱風         | 185 km/h     | 925               | 21.46   | 台灣台東縣大武鄉                     | 8月29日4時25分   | 110 km/h | 6030              | 38       |
| 南瑪都 (Mina)          | 8月22日－9月1日    | 颱風         | 185 km/h     | 925               | 21.46   | 中國福建省泉州市晉江市龍湖鎮         | 8月31日2時20分   | 65 km/h  | 6030              | 38       |
| 塔拉斯                 | 8月23日－9月5日    | 強烈熱帶風暴 | 95 km/h      | 970               | 10.17   | 日本高知縣安藝市                     | 9月3日9時        | 95 km/h  | 600               | 77       |
| 塔拉斯                 | 8月23日－9月5日    | 強烈熱帶風暴 | 95 km/h      | 970               | 10.17   | 日本岡山縣玉野市                     | 9月3日17時       | 85 km/h  | 600               | 77       |
| 奧鹿                   | 9月2日－9月6日     | 热带风暴     | 75 km/h      | 990               | 2.3875  | 没有登陆                             | 没有登陆         | 没有登陆 | 0                 | 0        |
| 玫瑰                   | 9月7日－9月10日    | 热带风暴     | 65 km/h      | 1000              | 0.4675  | 没有登陆                             | 没有登陆         | 没有登陆 | 0                 | 0        |
| 洛克 (Onyok)           | 9月10日－9月22日   | 颱風         | 155 km/h     | 940               | 15.32   | 日本靜岡縣濱松市                     | 9月21日13時      | 150 km/h | 1200              | 16       |
| 桑卡                   | 9月13日－9月20日   | 颱風         | 130 km/h     | 970               | 8.55    | 没有登陆                             | 没有登陆         | 没有登陆 | 0                 | 0        |
| 熱帶低氣壓95W          | 9月14日－9月15日   | 热带低氣压   | N/A          | 1002              | 0       | 没有登陆                             | 没有登陆         | 没有登陆 | 0                 | 0        |
| 納沙 (Pedring)         | 9月23日－9月30日   | 颱風         | 150 km/h     | 950               | 13.1825 | 菲律賓奧羅拉省卡西古蘭               | 9月27日          | 150 km/h | 1240              | 95       |
| 納沙 (Pedring)         | 9月23日－9月30日   | 颱風         | 150 km/h     | 950               | 13.1825 | 中國海南省文昌市翁田鎮               | 9月29日14時30分  | 120 km/h | 1240              | 95       |
| 納沙 (Pedring)         | 9月23日－9月30日   | 颱風         | 150 km/h     | 950               | 13.1825 | 中國廣東省湛江市徐聞縣角尾鄉         | 9月29日21時15分  | 120 km/h | 1240              | 95       |
| 納沙 (Pedring)         | 9月23日－9月30日   | 颱風         | 150 km/h     | 950               | 13.1825 | 越南廣寧省安世縣                     | 9月30日          | 85 km/h  | 1240              | 95       |
| 海棠                   | 9月24日－9月27日   | 热带风暴     | 65 km/h      | 996               | 0.3675  | 越南承天順化省富榮縣                 | 9月27日          | 55 km/h  | 20                | 25       |
| 尼格 (Quiel)           | 9月26日－10月5日   | 颱風         | 175 km/h     | 935               | 14.685  | 菲律賓伊莎貝拉省迪娜皮圭             | 10月1日          | 175 km/h | 2.5               | 18       |
| 尼格 (Quiel)           | 9月26日－10月5日   | 颱風         | 175 km/h     | 935               | 14.685  | 中國海南省陵水黎族自治縣黎安鎮       | 10月4日12时30分  | 85 km/h  | 2.5               | 18       |
| 榕樹 (Ramon)           | 10月10日－10月15日 | 热带风暴     | 65 km/h      | 1002              | 0.6125  | 菲律賓萊特省獨魯萬市                 | 10月12日5時      | 55 km/h  | 2.1               | 10       |
| 榕樹 (Ramon)           | 10月10日－10月15日 | 热带风暴     | 65 km/h      | 1002              | 0.6125  | 菲律賓比利蘭省卡布加延               | 10月12日7時      | 55 km/h  | 2.1               | 10       |
| 榕樹 (Ramon)           | 10月10日－10月15日 | 热带风暴     | 65 km/h      | 1002              | 0.6125  | 菲律賓萊特省卡盧比安                 | 10月12日9時      | 55 km/h  | 2.1               | 10       |
| 榕樹 (Ramon)           | 10月10日－10月15日 | 热带风暴     | 65 km/h      | 1002              | 0.6125  | 菲律賓伊洛伊洛省卡萊斯               | 10月12日12時     | 55 km/h  | 2.1               | 10       |
| 榕樹 (Ramon)           | 10月10日－10月15日 | 热带风暴     | 65 km/h      | 1002              | 0.6125  | 菲律賓卡皮茲省班乃                   | 10月12日13時     | 55 km/h  | 2.1               | 10       |
| 榕樹 (Ramon)           | 10月10日－10月15日 | 热带风暴     | 65 km/h      | 1002              | 0.6125  | 菲律賓阿克蘭省新華盛頓               | 10月12日14時     | 55 km/h  | 2.1               | 10       |
| 榕樹 (Ramon)           | 10月10日－10月15日 | 热带风暴     | 65 km/h      | 1002              | 0.6125  | 菲律賓巴拉望省庫利昂療養所           | 10月12日23時30分 | 55 km/h  | 2.1               | 10       |
| 熱帶低氣壓             | 10月11日－10月13日 | 热带低氣压   | N/A          | 1006              | 0       | 菲律賓索索貢省馬特諾格               | 10月11日         | N/A      | 0                 | 0        |
| 熱帶低氣壓             | 10月11日－10月13日 | 热带低氣压   | N/A          | 1006              | 0       | 菲律賓馬斯巴特省巴圖安               | 10月11日         | N/A      | 0                 | 0        |
| 熱帶低氣壓             | 10月11日－10月13日 | 热带低氣压   | N/A          | 1006              | 0       | 菲律賓馬斯巴特省馬斯巴特             | 10月11日         | N/A      | 0                 | 0        |
| 熱帶低氣壓24W          | 11月7日－11月8日   | 热带低氣压   | 45 km/h      | 1004              | 0.68    | 没有登陆                             | 没有登陆         | 没有登陆 | 0                 | 0        |
| 熱帶低氣壓25W          | 12月4日－12月5日   | 热带低氣压   | 45 km/h      | 1004              | 0.51    | 没有登陆                             | 没有登陆         | 没有登陆 | 0                 | 0        |
| 熱帶低氣壓26W          | 12月10日–12月14日  | 热带低氣压   | 55 km/h      | 1006              | 0.9775  | 没有登陆                             | 没有登陆         | 没有登陆 | 0                 | 4        |
| 天鷹 (Sendong)         | 12月13日－12月19日 | 強烈熱帶風暴 | 95 km/h      | 992               | 4.4325  | 菲律賓南蘇里高省靈伊格               | 12月16日         | 95 km/h  | 48.4              | 1268     |
| 天鷹 (Sendong)         | 12月13日－12月19日 | 強烈熱帶風暴 | 95 km/h      | 992               | 4.4325  | 菲律賓巴拉望省洛克薩斯               | 12月18日         | 75 km/h  | 48.4              | 1268     |
| 季节总结               |                    |              |              |                   |         |                                      |                  |          |                   |          |
| 38個 熱帶氣旋          | 4月1日－12月19日   |              | 195 km/h     | 920               | 216.54  | 43次登陆                             | 43次登陆         | 43次登陆 | 10573.04          | 1825     |

## 腳註

## 內部連結
- 2011年大西洋颶風季
- 2011年太平洋颶風季
- 2011年北印度洋氣旋季
- 2010－2011年西南印度洋熱帶氣旋季
- 2010－2011年澳洲地區熱帶氣旋季
- 2010－2011年南太平洋熱帶氣旋季
- 2011－2012年西南印度洋熱帶氣旋季
- 2011－2012年澳洲地區熱帶氣旋季
- 2011－2012年南太平洋熱帶氣旋季

## 外部連結
- 聯合颱風警報中心（页面存档备份，存于）
- 中央氣象台-颱風實時路徑顯示
- 中國中央氣象台
- 日本氣象廳熱帶氣旋資訊（页面存档备份，存于）
- 菲律賓大氣地理天文部門熱帶氣旋資訊
- 中央氣象局全球資訊網
- 香港天文台熱帶氣旋資訊（页面存档备份，存于）
- 澳門地球物理暨氣象局熱帶氣旋資訊（页面存档备份，存于）
- 熱帶氣旋衛星影像（页面存档备份，存于）
- 數位颱風—熱帶氣旋資料及圖片（页面存档备份，存于）
- ACE（页面存档备份，存于）